# Marie Cabel
Pour les articles homonymes, voir Cabel.
Marie-Josèphe Dreullette, dite Marie Cabel (31 janvier 1827 - 23 mai 1885) est une soprano belge. Membre des troupes du Théâtre-Lyrique et de l'Opéra-Comique, elle est restée célèbre pour avoir créé les rôles de Dinorah dans Le Pardon de Ploërmel de Meyerbeer et de Philine dans Mignon d'Ambroise Thomas.

## Biographie

### Années de jeunesse
Marie-Josèphe Dreullette née à Liège, est la fille d'un ancien officier de cavalerie de l'armée napoléonienne qui, après sa carrière militaire, est devenu comptable pour divers théâtres en Belgique. Pauline Viardot, qui vit à cette époque dans un château près de Bruxelles, entend Cabel chanter enfant et lui prédit un grand avenir. Cabel étudie d’abord le chant à Liège. Après la mort de son père, elle donne des leçons de musique pour soutenir financièrement sa mère. Le frère cadet de Cabel, Edmond, deviendra également chanteur et sera le créateur, en 1863, du rôle de Hylas dans Les Troyens d'Hector Berlioz .
Cabel poursuit ses études à Bruxelles avec Ferdinand Cabel et Louis-Joseph Cabel. En 1847, elle épouse Georges Cabel, frère de Louis-Joseph et professeur de chant. Le mariage n’étant pas heureux, ils se séparent bientôt et finissent par divorcer. La même année, elle donne un concert à Paris et achève ses études au Conservatoire de Paris en 1848-1849.
Cabel fait ses débuts à l'opéra à Paris au Château des Fleurs en 1848 et, en 1849, chante Georgette dans Le Val d'Andorre d'Halévy et Athénaïs dans  Les Mousquetaires de la reine du même Halévy à l'Opéra-Comique où elle passe presque inaperçue. De retour à Bruxelles, elle chante au théâtre de la Monnaie de 1850 à 1853 avec plus de succès. En 1852, elle apparaît également à Lyon, avec un salaire de 3000 francs par mois, et l'année suivante à Strasbourg et à Genève.

### 1853-1856: révélation et premiers succès au Théâtre-Lyrique

#### 1853-1854: la direction de Jules Seveste
C'est à Lyon qu'elle est découverte par Jules Seveste, directeur du Théâtre-Lyrique à Paris. Seveste l'engage pour la saison 1853-1854 dans son théâtre, où elle fait ses débuts en créant le rôle de Toinon dans Le Bijou perdu d'Adolphe Adam le 6 octobre 1853. Fétis la décrit comme :
«  jeune, fraîche, accorte, souriante, ayant le diable au corps, manquant à la fois de goût et de style musical, mais douée d'une voix adorable, d'une pureté merveilleuse et dont le timbre brillant et argentin produisant un effet étonnant sur le public, avec cela lançant les traits les plus difficiles avec une crânerie et une sûreté surprenantes…  »
Dans Le Ménestrel, Julius Lovy écrit :
«  Cette fois nous avons deux événements à constater : un opéra nouveau et une nouvelle cantatrice. L'opéra devait réussir : la musique est de M. Adolphe Adam. Quant à la cantatrice, elle a dépassé littéralement toutes les espérances; car, il y a trois ou quatre ans, nous avions vu cette même Marie Cabel (…) faire, sous le rapport du talent, assez maigre figure auprès de la remarquable troupe de Favart. Mme Cabel était alors, tranchons le mot, une chanteuse médiocre. Aujourd'hui, cette médiocrité n’est plus reconnaissable. (…) L’agilité des traits, le brio, la hardiesse, l’inexpérience, rien ne manque à la débutante, ses défauts même sont ravissants…  »
Elle devient une chanteuse si populaire que le théâtre, situé dans le quartier ouvrier du boulevard du Temple, commence à attirer un public plus choisi, à commencer par l'empereur Napoléon III et sa nouvelle épouse Eugénie de Montijo .

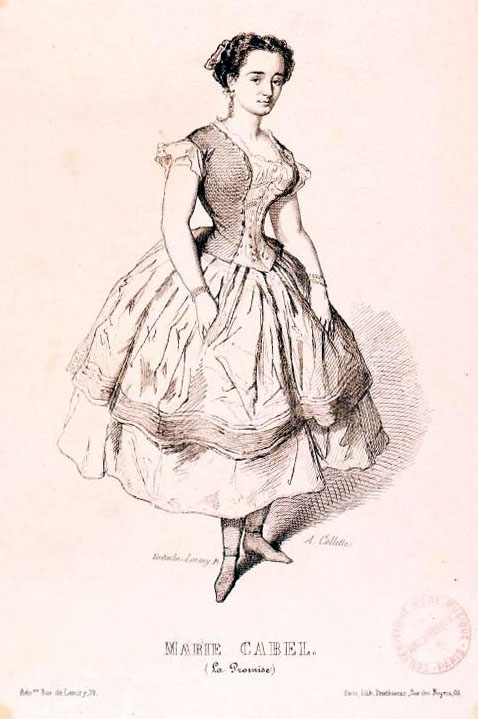
Marie Cabel dans La Promise de Clapisson.

Cabel continue à chanter au Théâtre-Lyrique, créant les rôles de Corbin dans Georgette, ou le Moulin de Fontenoy de François-Auguste Gevaert (28 novembre 1853) et Marie dans La Promise de Louis Clapisson (17 mars 1854) [12]. Lovy indique que :
«  La Promise, qui renferme du reste des morceaux de premier ordre, a obtenu un succès complet, succès dont Marie Cabel peut revendiquer une belle part.  »
Le succès se prolonge quelque peu, puisque l’œuvre est exécutée 60 fois en deux ans. Vers la fin de la saison en mai, Cabel est en congé et apparaît à Bordeaux et à Nantes, puis est annoncée pour une représentation de La Promise au Théâtre-Lyrique le 1er juin.

#### Été 1854: la tournée londonienne
Après la fin de la saison à Paris, pendant les vacances d'été, une partie de la compagnie se rend au St James's Theatre de Londres. Il ne s’agit pas d’une tournée officielle du Théâtre-Lyrique, Seveste ayant refusé d’y participer ; il est resté en France pour préparer la prochaine saison. Une saison de deux mois est présentée au St James’ Theatre, qui débute avec l’interprétation de Cabel dans Le Bijou perdu. The Illustrated London News (10 juin 1854) estime que l'opéra est :
«  extrêmement immoral - une chose sans importance à Paris, mais pas encore négligée, nous l'espérons, à Londres.  »
Cabel chante également les rôles de Catarina dans Les Diamants de la couronne d’Auber et Marie dans La Fille du régiment de Donizetti . The Musical World (29 juillet 1854) rend compte en détail des performances de Cabel:
«  Malgré la chaleur intense du temps, qui a contribué puissamment à réduire le public des théâtres londoniens, le St. James's a été fréquenté par des auditoires à la mode tous les soirs où est apparue la charmante et fascinante Marie Cabel. Les Diamants de la couronne s’est révélé être l'opéra le plus séduisant produit par la compagnie du Théâtre-Lyrique et, indépendamment de la supériorité de la musique d'Auber sur celle de tout autre compositeur dont l'œuvre a été représentée, nous n'hésitons pas à dire que la Catarina de Madame Marie Cabel est le personnage le plus frappant et intéressant dans lequel elle est apparue à Londres. Peut-être était-ce parce que c’était dans cette œuvre qu’elle est apparue en dernier, et que, par conséquent, elle a fait la plus profonde impression. La charmante artiste, cependant, ne partageait sans doute pas cette opinion. Ainsi, pour la représentation à son bénéfice, mercredi dernier, elle a choisi La Fille du Régiment de préférence aux Diamants de la couronne. Après tout, le fait de préférer Mme Cabel dans Catarina ou Maria est une simple question de goût. Si la plupart aime Catarina, c’est souvent parce qu’ils préfèrent la musique d'Auber à celle de Donizetti.

Marie Cabel a été accueillie par un public de vrais dévots mercredi soir. Le temps chaud semblait n'avoir aucun effet sur sa voix, à moins de la rendre encore plus douce et souple. Si Jenny Lind a le droit d'être appelée le « Rossignol », et Alboni la « Grive », Marie Cabel peut, sûrement et sans trop vouloir filer la métaphore, être appelée « l'Alouette ». En effet, aucune alouette ne pourrait chanter plus gentiment et déverser ses notes piquantes plus joyeusement qu'elle ne l’a fait mercredi soir. Son chant était l'exaltation même des sons agréables, et sa perfection s’exerçait à la fois dans les rôles de la Vivandière ou de la fille du régiment. Dans le second acte, Mme Cabel a présenté la scène du Toréador de M. Adolphe Adam, dans laquelle figurent les variations sur « Ah! Vous dirai-je, maman ». Ce fut l'un des chants de bravoure les plus achevés et les plus brillants que nous ayons écoutés depuis longtemps et qui fut un véritable triomphe pour Mme Cabel, qui fut adroitement appuyée par MM. Legrand et Louis Cabel dans les deux parties masculines. Madame Cabel fut rappelée à la fin de l'opéra, reçue avec des applaudissements enthousiastes et honorée d'une pluie de bouquets.  »
Le succès de la compagnie à Londres est toutefois terni par le décès brutal de Jules Seveste le 30 juin à Meudon.

#### 1854-1855: la direction d’Émile Perrin
Émile Perrin prend la direction du Théâtre-Lyrique le 26 juillet 1854, tout en conservant son poste de directeur de l'Opéra-Comique. Marie Cabel étant sous contrat avec Seveste, elle est libre de quitter la compagnie, mais Perrin réussit à la convaincre de signer un contrat de cinq ans avec lui pour 40 000 francs par an et trois mois de congé annuel. La nouvelle saison débute avec Cabel dans La Promise.
Adolphe Adam écrit deux nouvelles œuvres pour Perrin, Le Dernier Bal pour l'Opéra-Comique et l'opéra-comique en trois actes Le Muletier de Tolède pour le Théâtre-Lyrique. Craignant que la production simultanée de deux œuvres d’un même compositeur suscite des jalousies, Adam doit choisir quel opéra représenter en premier. Ayant écrit Le Muletier pour Cabel, il ne réfléchit pas longtemps. L'opéra est créé le 16 décembre 1854 avec Cabel dans le rôle principal d'Elvire, et bien qu'il soit souvent considéré comme l'une des œuvres les plus faibles d'Adam, il devient l'un des nouveaux triomphes de Perrin au théâtre, avec 54 représentations cette année et la suivante. Son succès peut être attribué presque entièrement à Cabel. Comme Lovy le note avec enthousiasme :
«  Le double rôle de Marie Cabel domine toute la pièce : la cantatrice est presque toujours en scène, elle chante continuellement, et cette charmante fauvette porte le fardeau avec une grâce, une aisance, une légèreté qui dénotent réellement une organisation privilégiée. La miraculeuse agilité de sa voix, la verve et l'audace de ses traits lui ont valu dans ce double rôle de reine et de paysanne, un succès d'enthousiasme qui aura un long retentissement à Paris.  »

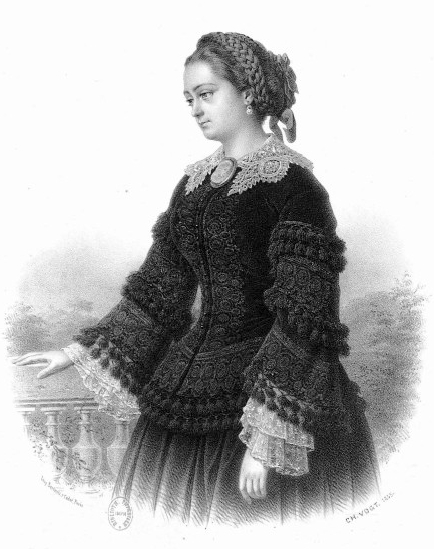
Marie Cabel en 1855.

Plus tard dans la saison, après une série de productions médiocres de Perrin (à l'exception d'une reprise très altérée du Freischütz de Weber appelée Robin des Bois le 24 janvier 1855), Cabel crée le rôle de Jaguarita dans Jaguarita l'Indienne de Halévy (mai 1855). Cette production rencontre un succès encore plus grand que Le Muletier et réalise un total de 124 représentations. Les avis semblent cependant un peu moins enthousiastes comme le note Lovy :
«  Faisons quelques réserves pour certaines fantaisies indiennes, certaines vocalises de Peau-Rouge, qui jurent avec la grâce toute française de Marie Cabel, avec la délicatesse de sa nature et sa coquetterie pur-sang. Elle aura beau vous dire qu'elle est Jaguarita, la farouche reine des Anatocas; vains efforts! Elle est et elle restera Marie Cabel, la gentille fauvette du Théâtre-Lyrique ; et les cris de panthère lui sont interdits. Encore, si elle avait consenti à bistrer son visage, à faire disparaître l'albâtre de ses bras sous une couche de couleur fauve, à revêtir le costume traditionnel : mais pas si indienne !... Jaguarita apparaît à nos yeux avec sa blanche figure de tous les jours, et ses jolis bras défient tous les blancs de perle de la civilisation.  »
Pendant les vacances d'été, Cabel se rend à Baden-Baden, puis retourne ouvrir la saison 1855-1856 le 1er septembre avec Jaguarita. Il avait été annoncé en avril que Perrin quitterait son poste de directeur, et il s’exécute le 29 septembre.

### 1856-1861: création des rôles de Manon Lescaut et Dinorah à l’Opéra-Comique
La première création de Cabel à l’Opéra-Comique est le rôle-titre de l'opéra en trois actes d’Auber, Manon Lescaut, le 23 février 1856. L’air célèbre « Éclat de rire » aurait été créé spécialement pour elle.
Elle apparaît également dans  L'Étoile du Nord de Meyerbeer. Meyerbeer, qui hésite entre Cabel et Caroline Miolan-Carvalho pour son prochain opéra Le Pardon de Ploërmel, assiste à quelques représentations et consigne dans son journal, le 7 août 1857, que « Mme Cabel reste loin de [ses] attentes ». Le 31 octobre cependant, il la trouve « beaucoup mieux qu'avant, sans être complètement satisfaisante » .
Entretemps, Cabel crée le rôle de Sylvia dans l'opéra-comique en trois actes d'Ambroise Thomas, Le Carnaval de Venise (créé pour la première fois le 9 décembre 1857 en présence de Napoléon III et de l’impératrice), dans lequel elle chante une vocalise élaborée. Lovy signale que :
«  Enfin, l'ariette sans paroles, c'est-à-dire le concerto de violon, chantée par Mme Cabel, couronne l'œuvre et nous amène à un final écrit de main de maître. Inutile de vous dire que Marie Cabel a remporté les honneurs de la partie vocale. De ce gosier kaléidoscope jaillit comme une mélodieuse cohue de trilles, d'appogiatures, de gammes audacieuses, de traits inouïs, étourdissants, de notes liées, détachées, piquées, à défier tous les violons d'Amati et de Stradivarius.  »

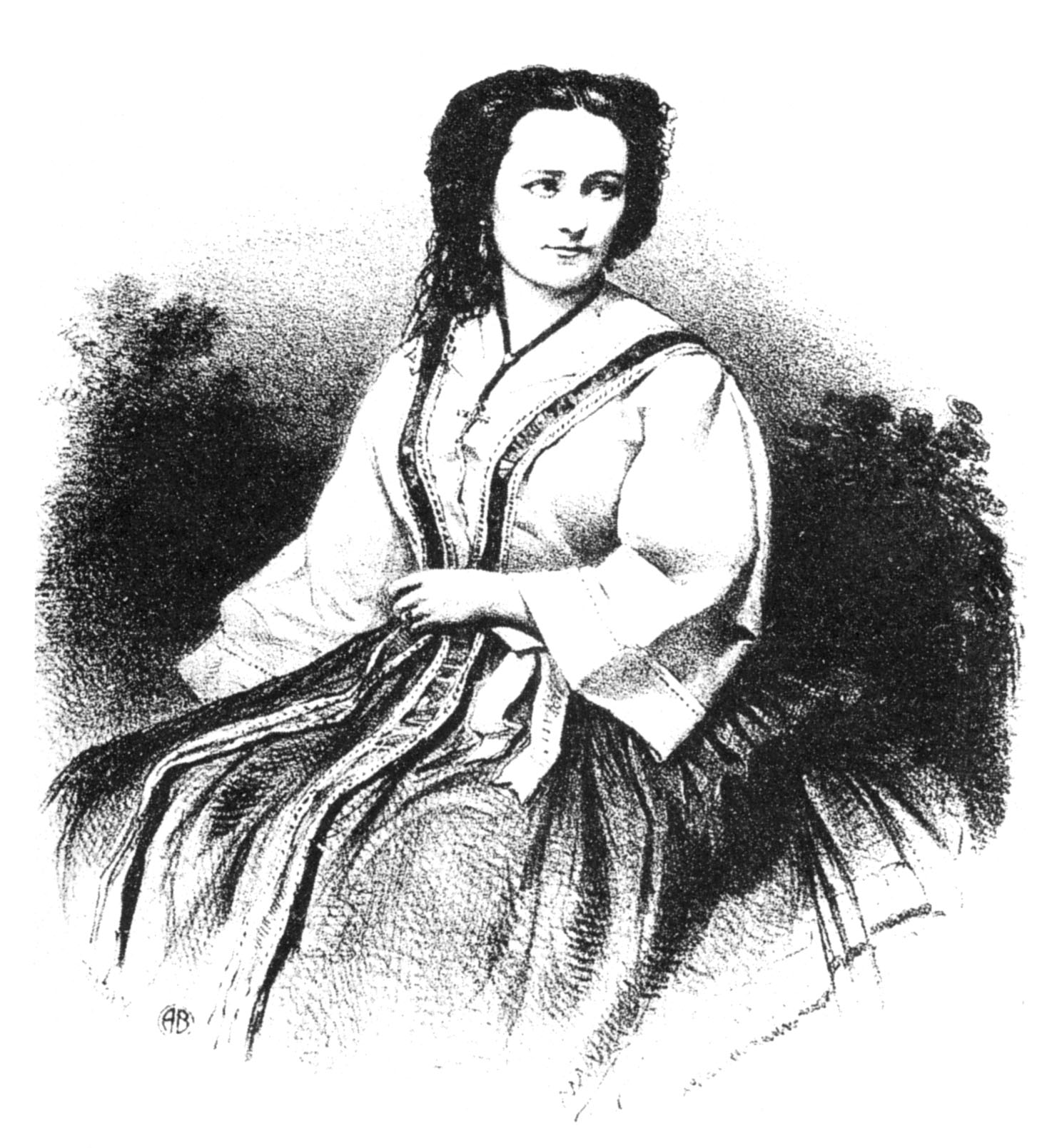
Marie Cabel en Dinorah dans Le Pardon de Ploërmel de Meyerbeer

En octobre 1858, Meyerbeer choisit finalement Cabel pour être la créatrice de Dinorah, en l’absence d’une meilleure cantatrice disponible, et travaille avec elle sur le rôle.
Le 4 novembre 1858, Cabel crée le rôle principal dans La Bacchante d'Eugène Gautier. Malgré le succès personnel remporté, l’œuvre n’est représentée que 3 fois. Meyerbeer estime que « l'interprétation par Madame Cabel du rôle-titre est très ordinaire » .
La première du Pardon de Ploërmel de Meyerbeer a lieu le 4 avril 1859 avec Cabel dans le rôle de Dinorah. À la fin de la représentation, les rappels de Meyerbeer sont sans fin, et l'empereur et l'impératrice invitent le compositeur dans leur loge, où Marie Cabel a l'honneur de placer une couronne de laurier sur sa tête. Par la suite, Meyerbeer écrit dans son journal qu'il s’agit « d'un brillant succès » . Les critiques sont très positives, et Cabel est félicitée pour son interprétation virtuose de Dinorah. Berlioz semble apprécier l’art de la cantatrice tout en rappelant qu’il n’en a pas toujours été de même par le passé :
«  Il s’est fait une véritable transformation dans le talent de Mme Cabel. À sa grande habileté de vocalisation elle joint maintenant des qualités de style dont, il faut bien l’avouer, elle avait été dépourvue jusqu’ici. Elle a renoncé à cette détestable manière de souffler chaque note en l’isolant des notes voisines, qui faisait autrefois le désespoir des musiciens. Mme Cabel chantait alors comme un accordéon ; elle chante maintenant comme une femme intelligente, sensible, pleine de grâce et guidée par le bon sens et le bon goût. De plus elle possède une qualité rare, rarissime, qualité suprême, sans laquelle tous les autres dons que la nature peut avoir prodigués à une cantatrice perdent leur valeur, une qualité devant laquelle il faut s’agenouiller : elle chante juste. Elle a joué ce rôle de jeune fille folle par amour d’une façon originalement gracieuse, sans exagération ni gestes risqués.  »
Cabel crée le rôle de Lise dans Le Château Trompette de François-Auguste Gevaert le 23 avril 1860. L’œuvre est représentée 25 fois.

### 1861-1863: retour au Théâtre-Lyrique

#### 1861-1862: la direction de Charles Réty
Cabel revient au Théâtre-Lyrique pour la saison 1861-1862, alors que la compagnie est sous la direction de Charles Réty. Elle apparaît dans les reprises du Bijou perdu en septembre et de Jaguarita en novembre. Du premier, The Musical World (14 septembre 1861) rapporte que : 
«  la salle était bondée et la réception de la brillante chanteuse était particulièrement enthousiaste.  »
À propos de Jaguarita cependant, le même journal (30 novembre 1861) se plaint que :
«  des productions aussi perverses, où la voix est traitée comme un instrument de cuivre ou de bois, destiné à obéir à des impulsions purement mécaniques plutôt qu'au grand et noble organe de l'émotion humaine, ont ruiné tous les meilleurs chanteurs dont la France dispose.  »
Plus tard dans la saison, le 18 mars 1862, Cabel interprète le rôle de Féline dans la création de l'opéra en trois actes d'Albert Grisar, La Chatte merveilleuse (avec un livret basé sur un vaudeville d'Eugène Scribe). L’œuvre est représentée 72 fois les deux premières années et reste le plus grand succès de la direction de Réty ; elle ne sera plus reprise par la suite.

#### 1862-1863: la direction de Léon Carvalho
La saison suivante, Léon Carvalho revient en tant que directeur, en remplacement de Réty, et le 30 octobre 1862, le Théâtre-Lyrique s'installe place du Châtelet. La nomination de Carvalho ayant été une surprise, sa femme Caroline Miolan-Carvalho avait accepté d'autres engagements et n'est pas disponible pour plusieurs des rôles principaux. Cabel ne signe pas pour autant un contrat immédiatement, exigeant un salaire de plus de 6000 francs par mois. Elle obtient finalement satisfaction, devant chanter à nouveau dans La Chatte merveilleuse le 31 octobre.
Après l’échec du nouvel opéra de Théophile Semet, L'Ondine, créé le 7 janvier 1863, une solution de remplacement doit être rapidement trouvée. Ce sera Peines d'amour perdues, un remaniement du Così fan tutte de Mozart dans lequel le livret original de da Ponte est remplacé par celui de Jules Barbier et Michel Carré basé sur Peines d'amour perdues de Shakespeare. La musique est arrangée par Prosper Pascal et Léo Delibes. De telles adaptations éloignées de l’original n'étaient pas rares au XIXème siècle, surtout en Allemagne, mais aussi en France. De nombreux critiques de journaux qui ont entendu parler des préparatifs de cette nouvelle production sont atterrés et le font savoir. Le Ménestrel (8 février 1863) rapporte que « la musique de Mozart restera intacte » et que « l’œuvre de Mozart ne sera pas trop humiliée d’échanger la verroterie de Da Ponte contre un diamant de Shakspeare (sic).» Cette nouvelle version est créée le 31 mars 1863, et Marie Cabel chante le rôle de Rosine (Dorabella dans l'original, bien que lui soit attribué l'aria de Fiordiligi « Per pietà »). Adolphe Deloffre est le chef d'orchestre. Une grande partie de la musique de Mozart est réarrangée pour correspondre à la nouvelle intrigue, et les récitatifs sont remplacés par un dialogue parlé. Sans surprise, cette production n'est représentée que 18 fois au total. Cabel y donne sa dernière performance le 8 mai et se rend à Marseille, laissant la place à Caroline Miolan-Carvalho, qui retourne à Paris pour se produire dans le Faust de Gounod. Cabel refuse l'offre de Léon Carvalho de participer à la saison suivante et décide d'aller à Lyon à la place.

### 1866: participation à la création deMignonà l'Opéra-Comique
Le 28 mai 1866, elle apparaît dans la première de l'opéra-comique en deux actes de Friedrich von Flotow, Zilda, qui reçoit 23 représentations. À l'Opéra-Comique, Cabel participe également aux reprises de L'Ambassadrice d'Auber, de Galathée de Victor Massé et du Songe d'une nuit d'été de Thomas.

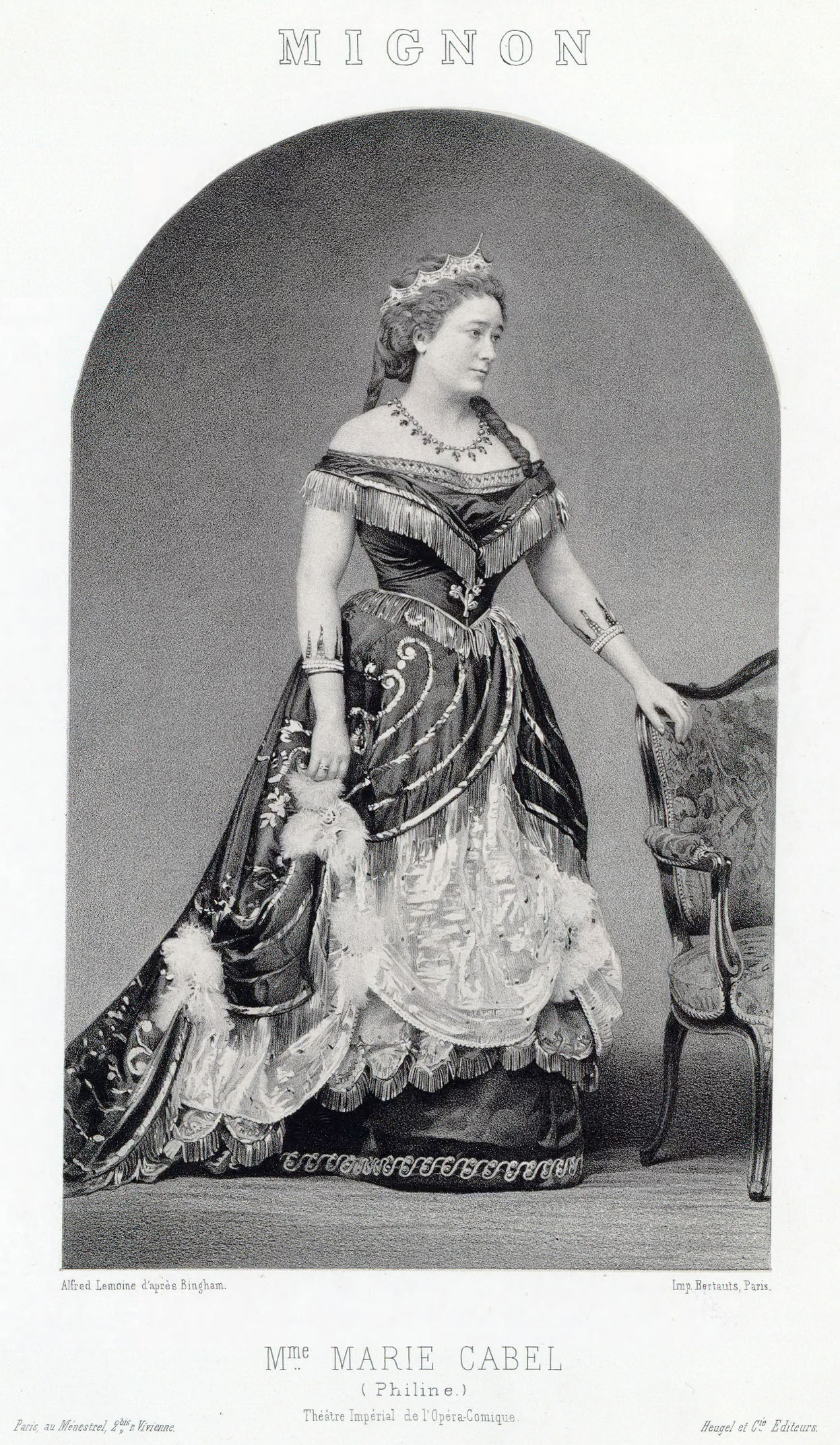
Marie Cabel en Philine dans Mignon d’Ambroise Thomas

Une de ses créations les plus importantes a lieu le 17 novembre 1866, lorsqu'elle chante Philine dans Mignon de Thomas. Eugène Ritt, directeur de l'Opéra-Comique de 1862 à 1870, indique que la polonaise de Philine dans la scène du jardin, « Je suis Titania la blonde », a été écrite pour Cabel à sa demande. Cabel reçoit des éloges pour son chant. The Musical World écrit ainsi :
«  L'autre rôle féminin a été confié à Madame Marie Cabel, longtemps l'une des étoiles de l'école de l'Opéra-Comique. Mme Cabel n'est plus jeune, mais c’est encore une très belle femme, gardant la pleine possession de ses moyens, et sa vocalisation est marquée par une grâce et une aisance rarement égalées et peut-être jamais dépassées. Il y aurait quelque chose de presqu’audacieux dans l'intrépidité avec laquelle elle s'élance dans ses gammes et ses roulades, sans l'aisance et l'inconscience de la difficulté avec laquelle elle les exécute : on ne sait guère ce qu’il faut admirer le plus dans son chant. Son exécution de l'air «Je suis Titania», polonaise brillante et énormément difficile, fut incontestablement le plus grand succès de la nuit.  »
L’ultime création de Cabel au théâtre est Hélène dans l'un des derniers opéras d'Auber, Le Premier Jour de bonheur (15 février 1868). Cet ouvrage en trois actes est également couronné de succès puisqu’il est représenté 175 fois jusqu'en 1873.

### Dernières années
Par la suite, Cabel fait des apparitions en province et en Belgique. Elle figure également dans des concerts à Londres en 1871. En mai et juin 1872, elle joue dans une saison d'opéra français au  Théâtre de l'Opéra-Comique de Londres. Les œuvres représentées comprennent La Fille du régiment de Donizetti, La Dame blanche de Boieldieu et L'Ambassadrice d'Auber.
Elle prend sa retraite en 1877 en raison de signes croissants d’instabilité mentale, puis est finalement internée dans un asile. Elle meurt à Maisons-Laffitte le 23 mai 1885.

## Sources
- (en) Cet article est partiellement ou en totalité issu de l’article de Wikipédia en anglais intitulé « Marie Cabel » (voir la liste des auteurs).
- (fr) Andrew Gann, « Marie Cabel », Dictionnaire de la musique en France au XIXe siècle sous la direction de Joël-Marie Fauquet, Fayard, Paris, 2003, 1406 p.  (ISBN 2-213-59316-7)
- (en) Thomas Joseph Walsh, Second Empire Opera: The Théâtre Lyrique, Paris, 1851-1870, Londres : John Calder, 1981  (ISBN 978-0-7145-3659-0)